# Lobatus
Lobatus (do século XVIII ao início do século XXI os seus epítetos específicos colocados nos gêneros Strombus e Tricornis) é um gênero de moluscos gastrópodes marinhos herbívoros pertencente à família Strombidae, na subclasse Caenogastropoda e ordem Littorinimorpha; classificado por William John Swainson, em 1837, na obra Catalogue of the foreign shells in the possession of the Manchester Natural History Society, arranged according to the system of Lamarck; publicado pela Sociedade de História Natural de Manchester, Inglaterra. Sua distribuição geográfica se situa na costa atlântica e pacífica da região neotropical e neártica, incluindo o golfo da Califórnia, mar do Caribe e Região Sudeste dos Estados Unidos. Sua espécie-tipo, Lobatus raninus, fora coletada em Puerto Plata, na ilha de São Domingos, ao largo da costa das Antilhas (sua localidade-tipo); descrita por Johann Friedrich Gmelin, em 1791, na obra "Systema Naturae", de Lineu.

## Espécies deLobatus
- Lobatus raninus (Gmelin, 1791)
- Lobatus peruvianus (Swainson, 1823)[1]

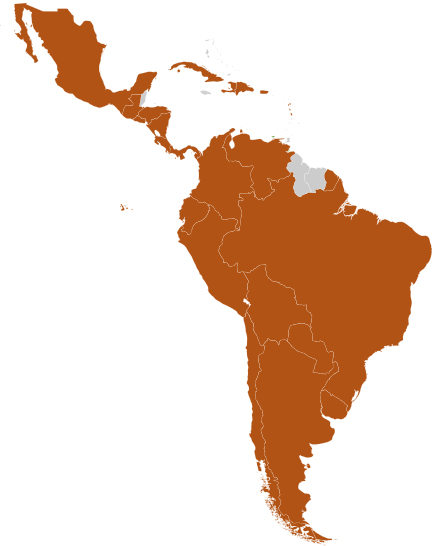
A distribuição geográfica do gênero Lobatus quase totalmente coincide com a faixa tropical da América, incluindo o golfo da Califórnia, mar do Caribe e Região Sudeste dos Estados Unidos.

## Mudança de nomenclaturaː taxonomia
Além das duas espécies citadas acima, cinco outras espécies estiveram outrora encaixadas no gênero Lobatus no início do século XXI. Tal situação fora mantida até o ano de 2020, quando uma minuciosa análise taxonômica por Maxwell et al., "Towards Resolving the American and West African Strombidae (Mollusca: Gastropoda: Neostromboidae) Using Integrated Taxonomy", definiu tais espécies extantes do leste do Pacífico até o oeste da costa africana sob a seguinte nomeclatura:
Gênero Aliger Thiele, 1929
Espécie Aliger gallus (Linnaeus, 1758) - Sin. Lobatus gallus
Espécie Aliger gigas (Linnaeus, 1758) - Sin. Lobatus gigas
Gênero Macrostrombus Petuch, 1994
Espécie Macrostrombus costatus (Gmelin, 1791) - Sin. Lobatus costatus
Gênero Titanostrombus Petuch, 1994
Espécie Titanostrombus galeatus (Swainson, 1823) - Sin. Lobatus galeatus
Espécie Titanostrombus goliath (Schröter, 1805) - Sin. Lobatus goliath